# 음력 9월 18일
음력 9월 18일은 음력 9월의 18번째 날이다.

## 같이 보기
- 음력 360일: 1월 2월 3월 4월 5월 6월 7월 8월 9월 10월 11월 12월
- 전날:9월 17일 다음날:9월 19일 - 전달:8월 18일 다음달:10월 18일
- 양력:9월 18일
- 음력, 윤달